# Пантера (музикална група)
Вижте пояснителната страница за други значения на Пантера.
Пантера е американска хеви метъл група от Арлингтън, Тексас, създадена през 1981 г. от братята Абът (китариста Даймбег Даръл и барабаниста Вини Пол) и понастоящем съставена от вокалиста Фил Анселмо, басиста Рекс Браун и турне музикантите Зак Уайлд и Чарли Бенанте. Най-известният състав на групата се състоял от братята Абът заедно с Браун и Анселмо, които се присъединили съответно през 1982 и 1986 г. Групата е призната за развитието и популяризирането на поджанра груув метъл през 90-те години. Считани за една от най-успешните и влиятелни групи в историята на хеви метъла, Пантера са продали около 20 милиона записа по целия свят и са получили четири номинации за Грами.
Започнала като глем метъл група, Пантера издава три албума в средата на 80-те с водещия вокалист Тери Глейз (Metal Magic, Projects in the Jungle и I Am the Night), с малък успех. Търсейки нов и по-тежък звук, Пантера потърсва Анселмо през 1986 г. и издава Power Metal през 1988 г. Те сключват звукозаписна сделка с големия лейбъл Atco през следващата година. Петият им албум (който оттогава групата обяви за официален дебютен албум), Cowboys from Hell от 1990 г., популяризира груув метъл жанра, докато неговият последващ Vulgar Display of Power от 1992 г. постигна още по-тежък звук и увеличи тяхната популярност. Следващият седми студиен албум Far Beyond Driven (1994) дебютира на първо място в Billboard 200.
Напрежението започва да изплува сред членовете на групата, когато Анселмо, който се клател от тежки проблеми с гърба, причинени от години на интензивни изпълнения на сцената, започнал да се отдалечава от колегите си през 1995 г., като в крайна сметка се пристрастил към хероина в резултат на проблемите си с болката (той почти умрял от свръхдоза през юли 1996 г.). Това напрежение довело до това, че записните сесии за The Great Southern Trendkill (1996) се провеждат отделно. Продължаващото напрежение продължава още седем години, през които е записан само един студиен албум, Reinventing the Steel (2000). Pantera направила пауза през 2001 г., но продължаващите спорове довели до разпадането на групата през 2003 г. Братята Абът сформиралиДемиджплан, докато Анселмо продължил да работи по няколко странични проекта, включително Down, към който се присъединил и Браун.
На 8 декември 2004 г. Даймбег Даръл бил застрелян и убит на сцената от психически нестабилен фен по време на концерт на Демиджплан в Кълъмбъс, Охайо. Вини Пол сформирал Hellyeah след смъртта на брат си и почина от сърдечна недостатъчност през 2018 г., оставяйки Браун и Анселмо като единствените оцелели членове на най-известния състав на групата. През юли 2022 г. беше обявено, че Браун и Анселмо се събират отново през 2023 г. за първото турне на Пантера от 22 години, като Зак Уайлд и Чарли Бенанте заместват братята Абът съответно на китара и барабани. Новият състав изнесе първото си шоу от 21 години на фестивала Hell and Heaven в Мексико на 2 декември 2022 г. и турнето на групата ще продължи през 2024 г.

## История

### Сформиране и ранен глем период (1981 – 1987)
Pantera се сформира през 1981 г. като първоначалният състав включва барабаниста Вини Пол, брат му китариста Даймбег Даръл, басиста Томи Бредфорд, китариста Тери Глейз (познат като Терънс Лий), и вокалиста Дони Харт. Тогава членовете на групата са в единадесети клас. Те започват с кавъри на Kiss и Van Halen, както и собствени глем метъл произведения в нощните клубове на Тексас. Заедно с глем звученето си, Pantera носят прилепнали дрехи и топират косите си, обичайна практика за глем сцената.
През 1982 Харт напуска състава и Глейз поема вокалите. Рекс Браун поема баса от Бредфорд. Бандата става ъндърграунд любимец с турнетата си в цял Тексас, Оклахома и Луизиана. Групата често е подгряваща на концерти на Stryper, Dokken, and Quiet Riot, като последните имат принос за дебютния Metal Magic, появил се през 1983 г.
Следващата година групата записва втория си албум „Projects in the Jungle“, открояващ се от дебюта с по-голямото глем влияние и по-голямата мелодика на звука. Върху песента „All Over Tonight“ е заснет първият видео-клип на Pantera.
През 1985 записват „I Am the Night“, като албума звучи по-твърдо (макар и все още в рамките на глем метъла) и медиите обръщат повече внимание на бандата. Поради лошата дистрибуция от „I Am the Night“ са продадени около 25 000 копия. На „Hot and Heavy“ е записано и второто видео на Pantera.

### Нов вокалист (1987 – 1989)
През 1986 г. на бял свят се появяват два колосални траш албума. Този на Slayer – „Reign in Blood“ и Metallica с „Master of Puppets“, оказват сериозно влияние върху музикалните виждания на Pantera. Глейз обаче не пасва на новите влияния в бандата и Pantera започва да търси нов вокалист.
Бандата свири за кратко с Мат ЛаМор и Дейвид Пийкок, докато накрая не избират Нюорлеанския певец Фил Анселмо. Анселмо вече има опит с групи като Samhain и Razorwhite. Бързо пасва с останалите 3-ма в групата. По същото време Pantera решава да промени както звученето си, така и външния си вид. Вини Пол заявява на една сбирка на бандата: „Не вълшебните дрехите създават музиката, а ние. Защо просто да не ни бъде комфортно – тениска, дънки и т.н., и да видим какво ще излезе.“ (на английски: These magic clothes don't play music. We do. Let's just go out there and be comfortable – jeans, t-shirt, whatever – and see where it goes.)
През 1989 г. Pantera издава „Power Metal“, първия албум с Фил Анселмо. Албумът е смесица между хардрок и траш метъл. Някой песни са презапис на парчета от предишните 3 албума, но с по-твърдо звучене и с по-твърдия глас на Анслемо.

### Cowboys from Hell (1989 – 1991)
Малко след излизането на Power Metal, Даймбег Даръл е поканен за китарист в Megadeth, но той желае и брат му Вини Пол да го последва. Фронтмена на групата Дейв Мъстейн си има барабанист и отказва. В крайна сметка братя Абът остават в Пантера. През 1989 г. идва първия комерсиален успех за групата, след като назначават за техен мениджър Уолтър О'Браян. След като са отрязани „28 пъти от всеки голям музикален издател на планетата Земя“, представителите на Atco Records в лицето на Марк Рос и Стивънсън Еухенио молят шефа си Дерек Шулмън да ги привлече.
Рос е толкова впечатлен от изявите на групата и се обажда още в същата вечер на своя шеф с настояването да се подпише с тях. Atco Records се съгласяват и в края на 1989 г. Пантера вече записва нов албум в тяхно студио. На 24 юли 1990 г. излиза Cowboys from Hell, който е с екстремен стил в сравнение с предишните глем албуми на групата. Анселмо все още подражава на фалсето вокалите на Ерик Адамс. Китарните сола и рифове на Даръл в съчетание с барабаните на Вини бележат трансформацията на групата. Много фенове считат този албум за „официален“ дебют на Пантера. Започва Cowboys from Hell турне заедно с Exodus и Suicidal Tendencies. През 1991 г. е първата поява на групата в Европа, като подгряват преди концерт на Judas Priest. През септември същата година участват на Monsters in Moscow заедно с AC/DC и Metallica. Там свирят пред над 500 000 зрители в честването на навлизането на западната музика в СССР, 3 месеца преди неговото разпадане.

### Vulgar Display of Power и Far Beyond Driven (1992 – 1994)
Уникалният груув стил достига своя връх с албума Vulgar Display of Power, който излиза на 25 февруари 1992 г. В този албум фалсето вокалите стават хардкор. Две песни от албума стават най-запомнящи се балади – This Love и Hollow. Синглите от албума се въртят непрекъснато по радиото, а музикалните клипове по MTV. Албума достига 4-то място в американските класации. Пантера отново е на турне и през юли 1992 г. за пръв път е в Япония. По-късно участва на фестивала Monsters of Rock в Италия заедно с Iron Maiden и Black Sabbath. По това време Даръл Абът заменя прякора си Даймънд Даръл с Даймбег Даръл, а Рекс Браун премахва псевдонима Рекс Рокър.
Far Beyond Driven излиза на 22 март 1994 г. и дебютира на първото място в класациите на САЩ и Австралия. Песента I'm Broken донася номинация за грами награда за най-добра метъл песен през 1995 г. Първоначалната обложка на албума изобразява свредло, пронизващо анус и е забранена. Тя е сменена със свредло, което пронизва череп. Пантера отново участват на фестивала Monsters of Rock на 4 юни 1994 г., където братя Абът се спречкват с журналисти от списание Kerrang!, поради тяхна карикатура осмиваща барабаниста Вини Пол. По-късно същия месец Фил Анселмо е задържан от полицията, след като удря охранител, който се опитва да попречи на фенове да се качат на сцената. Той е освободен на следващия ден срещу $5,000 гаранция. Делото срещу него е отлагано три пъти. През май 1995 г. Анселмо се извинява и пледира виновен пред съда, като е осъден на 100 часа обществено-полезен труд.

### Скандали и The Great Southern Trendkill (1994 – 1996)
Според братята Абът, Фил Анселмо започва да се държи странно и се дистанцира от групата, когато са на път през 1995 г. Останалите от групата решават, че Анселмо е прекалено засегнат от славата, но той заявява, че чувства болка от години поради многото участия на сцената. Той се опитва да притъпи болката си с алкохол, но според него това влияе на изявите му и създава напрежение сред другите. Лекарите предлагат той да се оперира, но това ще доведе до неговото отсъствие около година и повече. Анселмо не желае да е далеч от групата толкова много време и отказава, като започва да взима хероин като болкоуспокояващо. На сцената Анселмо прави множество гафове като един от тях е в Монреал, когато той заявява, че „рап музиката проповядва убиването на белите хора“. Анселмо отрича обвиненията в расизъм и по-късно се извинява като казва, че по това време е бил пиян и е сгрешил.
Следващият албум на групата The Great Southern Trendkill излиза на 22 май 1996 г. и често е смятан за пренебрегван. Поради конфликти с другите членове на групата, Фил Анселмо записва сам вокалите към този албум в студиото на Трент Резнър в Ню Орлиънс, а останалите музиката в Далас, което е доказателство за неспирните конфликти между тях. Вокалите са по-тежки в сравнение с предишния албум. Употребата на наркотици е основна тема в албума и е най-изразена в песните Suicide Note Pt. I, Suicide Note Pt. II и Living Through Me (Hell's Wrath). Drag the Waters е единствената, която се сдобива с видеоклип.

### Свръхдоза, Official Live: 101 Proof и странични проекти (1996 – 2000)
На 13 юли 1996 г. Анселмо предозира с хероин, час след изява в Тексас. След като сърцето му спира да бие за около 5 минути, парамедиците се опитват да го спасят като му инжектират адреналин. Той се събужда в болницата, а на следващия ден се извинява на колегите си и казва, че ще зареже дрогата. Откровението му идва като шок за Вини и Даръл, които са възмутени от него.
Някои от концертните изяви на групата излизат на 29 юли 1997 г. в концертния албум Official Live: 101 Proof. Той включва 14 песни на живо и 2 нови – Where You Come From и I Can't Hide. 2 седмици преди излизането му, Пантера получава платинен сертификат за Cowboys from Hell. 4 месеца по-късно Vulgar Display of Power и Far Beyond Driven също стават платинени. Групата също така получава втора и трета номинация за най-добра метъл песен за Suicide Note Pt. I и Cemetery Gates за 1997 г. и 1998 г. Видео албума 3 Watch It Go печели награда за най-добра видео касета за 1997 г. Също през 1997 г. групата участва на Ozzfest заедно с Ози Озбърн, Black Sabbath, Мерилин Менсън, Type O Negative, Fear Factory, Machine Head, and Powerman 5000. През 1998 г. взимат участие в Обединеното кралство заедно с Black Sabbath, Ози Озбърн, Foo Fighters, Slayer, Soulfly, Fear Factory и Therapy?.
По това време Анселмо се впуска в повече странични проекти. Включва се като вокалист на супергрупата Down, с които издава няколко албума и е техен постоянен член от 1991 г. Той свири на китара в албума Holocausto de la Morte от 1999 г. на Necrophagia. Също така се присъединява към блек метъл супергрупата Eibon, като има албум с тях през 2000 г. Друг негов проект е блек метъл групата Viking Crown. По същото време братя Абът и Рекс Браун започват свой кънтри метъл кросоувър проект, наречен Rebel Meets Rebel.

### Reinventing the Steel и края на групата (2000 – 2003)
Пантера се връщат в студио през 1999 г. за записите на последния си албум – Reinventing the Steel, който излиза на 21 март 2000 г. Той заема 4-то място в класацията Билборд 200. Песента Revolution Is My Name става четвъртата, която получава номинация за грами най-добра метъл песен за 2001 г. През ноември 2000 г. групата отменя турне, след като Анселмо чупи ребра на събитието House of Shock.
По-късно групата има изяви в САЩ, Канада, Южна Корея, Австралия и Европа. Турнето в Европа е кратко поради атентатите от 11 септември, които блокират групата в Дъблин, Ирландия за 6 дни, след като всички полети са отменени. Последния концерт в историята на Пантера е на 28 август 2001 г. в Йокохама, Япония. Това е последния път, в който членовете на групата свирят заедно. След като се прибират е планирано да излезе четвърти видео албум през лятото на 2002 г. и да се започне работа по нов студиен албум по-късно същата година, който все пак никога не идва на бял свят. Анселмо отново е зает с няколко странични проекта. През март 2002 г., Down издава втория си албум, Down II: A Bustle in Your Hedgerow, който включва и Рекс Браун. Той остава на бас китарата в Down до 2011 г. Другата група на Анселмо, Superjoint Ritual също издава албум през май 2002 г., Use Once and Destroy. Вини Пол твърди, че Анселмо му е казал, че ще си вземе година почивка, след събитията от 11 септември. Вместо това той има участия и записи едновременно с Down и Superjoint Ritual. Братя Абът са вбесени, но очакват, че Анселмо ще се върне. Според самия него, временната му раздяла с групата е по взаимно съгласие.
Братя Абът официално слагат край на Пантера през ноември 2003 г., 2 месеца по-рано, на 23 септември е издадена компилацията The Best of Pantera: Far Beyond the Great Southern Cowboys' Vulgar Hits!, когато научават, че Анселмо няма да се завърне повече. Братя Абът и екипа на Пантера са се опитвали да се свържат множество пъти с Анселмо по телефона да реорганизират Пантера, но той никога не се е обадил. В негов коментар от 2004 г. в брой на списание Metal Hammer казва, че „Даймбег заслужава да бъде бит много“. По-късно Анселмо твърди, че думите му са извадени от контекста. Това е опровергано от Вини Пол, който заявява, че малко след убийството на Даймбег Даръл, лично е чул аудио файловете от интервюто.

## Състав
| Последни членове - Даймбег Даръл – китара (1981 – 2003) - Вини Пол – барабани (1981 – 2003) - Рекс Браун – бас (1982 – 2003) - Фил Анселмо – вокали (1986 – 2003) |  | Предишни членове - Дони Харт – вокали (1981 – 1982) - Томи Брадфорд – бас (1981 – 1982) - Тери Глейз – китара (1981 – 1982); вокали (1982 – 1986) |

## Дискография
| - Metal Magic – (1983) - Projects in the Jungle – (1984) - I Am the Night – (1985) - Power Metal – (1988) - Cowboys from Hell – (1990) - Vulgar Display of Power – (1992) - Far Beyond Driven – (1994) - The Great Southern Trendkill – (1996) - Reinventing the Steel – (2000) - Cowboys from Hell – (1990) - Cemetery Gates – (1990) - Psycho Holiday – (1990) - Mouth for War – (1992) - This Love – (1992) - Hollow – (1992) - Walk – (1993) - I'm Broken – (1994) - Planet Caravan – (1994) - 5 Minutes Alone – (1994) - Becoming – (1994) - Drag the Waters – (1996) - Suicide Note Pt. I – (1996) - Floods – (1996) - Cat Scratch Fever – (1999) - Revolution Is My Name – (2000) - Goddamn Electric – (2000) - I'll Cast a Shadow – (2000) - Piss – (2012) | - Walk – (1993) - Alive and Hostile E.P. – (1994) - Hostile Moments – (1994) - Rhino Hi-Five: Pantera – (2006) - Driven Downunder Tour '94 – (1994) - The Singles 1991–1996 – (1996) - The Best of Pantera – (2003) - 1990 – 2000: A Decade of Domination – (2010) - Official Live: 101 Proof – (1997) |